# 阿伦·罗伊
阿伦·罗伊（1992年11月10日—），斯洛文尼亞男子羽毛球運動員。

## 簡歷
2013年10月，阿伦·罗伊出戰愛爾蘭羽毛球未來系列賽，與凯克·亚姆尼克合作打進男子雙打比賽決賽，最終拿得亞軍。

## 主要比賽成績
只列出曾進入準決賽的國際賽事成績：
| 年份   | 賽事                   | 公開賽級別 | 項目     | 拍檔                  | 成績   |
| ------ | ---------------------- | ---------- | -------- | --------------------- | ------ |
| 2013年 | 愛爾蘭羽毛球未來系列賽 | 未來系列賽 | 男子雙打 | 凯克·亚姆尼克         | 亞軍   |
| 2013年 | 南非羽毛球國際賽       | 未來系列賽 | 男子單打 | －                    | 亞軍   |
| 2013年 | 南非羽毛球國際賽       | 未來系列賽 | 男子雙打 | 凯克·亚姆尼克         | 亞軍   |
| 2014年 | 羅馬尼亞羽毛球國際賽   | 國際系列賽 | 男子單打 | －                    | 準決賽 |
| 2014年 | 南非羽毛球國際賽       | 國際系列賽 | 男子雙打 | 卢卡·瓦贝尔           | 亞軍   |
| 2014年 | 博茨瓦納羽毛球國際賽   | 國際系列賽 | 男子單打 | －                    | 亞軍   |
| 2014年 | 博茨瓦納羽毛球國際賽   | 國際系列賽 | 男子雙打 | 卢卡·瓦贝尔           | 亞軍   |
| 2015年 | 烏干達羽毛球國際賽     | 國際系列賽 | 男子雙打 | 布拉戈韦斯特·基斯耶夫 | 準決賽 |
| 2015年 | 哈薩克羽毛球國際賽     | 國際系列賽 | 男子單打 | －                    | 準決賽 |
| 2015年 | 埃及羽毛球國際賽       | 未來系列賽 | 男子單打 | －                    | 亞軍   |

| 2007-2017年 | 首要超級賽 | 超級賽 | 黃金大獎賽 | 大獎賽 | 國際挑戰賽 | 國際系列賽 | 未來系列賽 | 其他 |

| 2018-2026年 | 總決賽 | 超級1000賽 | 超級750賽 | 超級500賽 | 超級300賽 | 超級100賽 | 國際挑戰賽 | 國際系列賽 | 未來系列賽 | 其他 |